# Maroadabo
Maroadabo est une commune urbaine malgache située dans la partie extrême-nord de la région d'Alaotra-Mangoro.